# Lloro camanegre
El lloro camanegre (Pionites xanthomerius) és una espècie d'ocell de la família dels psitàcids que habita els boscos de l'est del Perú, nord de Bolívia i zon limítrofa del Brasil. Ha estat considerat una subespècie de Pionites leucogaster.